# Czubajeczka niebieskozielonawa
Czubajeczka niebieskozielonawa (Lepiota grangei (Eyre) Kühner) – gatunek grzybów z rodziny pieczarkowatych (Agaricaceae).

## Systematyka i nazewnictwo
Pozycja w klasyfikacji według Index Fungorum: Lepiota, Agaricaceae, Agaricales, Agaricomycetidae, Agaricomycetes, Agaricomycotina, Basidiomycota, Fungi.
Po raz pierwszy zdiagnozował go w 1903 r. William W. Eyre nadając mu nazwę Schulzeria grangei. Obecną, uznaną przez Index Fungorum nazwę nadał mu Robert Kühner w 1934 r.
Synonimy:
- Hiatula grangei (Eyre) W.G. Sm. 1908
- Lepiota grangei f. brunneoolivacea Pilát 1955
- Lepiotula grangei (Eyre) E. Horak 1980
- Schulzeria grangei Eyre 1903

Nazwę polską zaproponował Władysław Wojewoda w 2003 r.

## Występowanie i siedlisko
Czubajeczka niebieskozielonawa znana jest w niektórych krajach Europy oraz na południowym krańcu Argentyny. Na terenie Polski do 2003 r. w piśmiennictwie naukowym podano tylko jedno stanowisko (Roztoczański Park Narodowy, wrzesień 1972). Czubajeczka rosła na ziemi, w bukowo-jodłowym lesie. W. Wojewoda proponuje zaliczyć ją do gatunków rzadkich. Nowsze stanowiska podaje internetowy atlas grzybów. Jest w nim zaliczona do grzybów chronionych i zagrożonych. Znajduje się na listach gatunków zagrożonych także w Niemczech, Danii, Norwegii,Holandii, Szwecji i Finlandii.

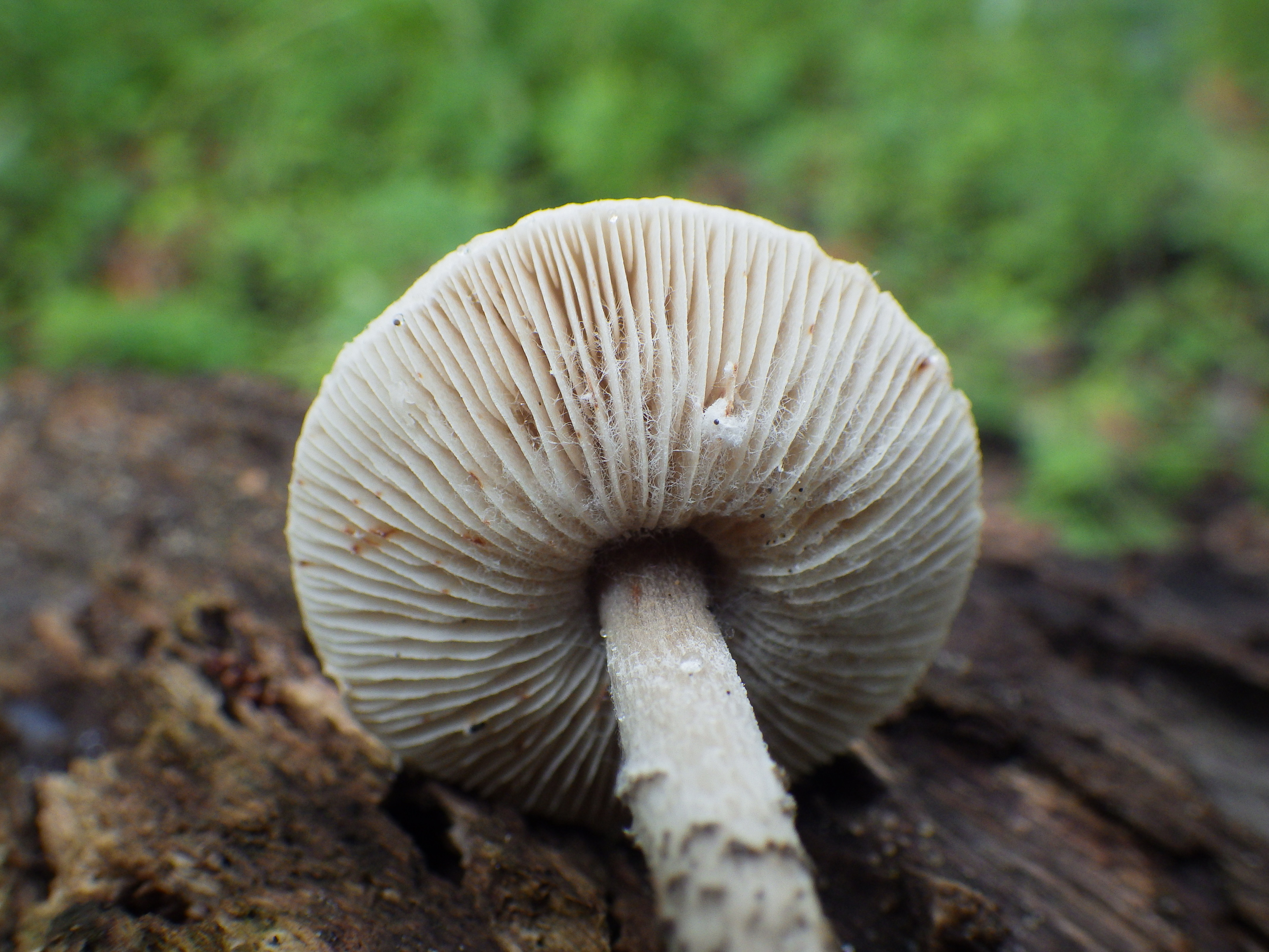